# أليسون دير
أليسون دير (بالإنجليزية: Alison Dare)‏ هي لاعب هوكي الحقل جنوب أفريقية، ولدت في 5 ديسمبر 1965.

## وصلات خارجية
- أليسون دير على موقع الاتحاد الدولي للهوكي (الإنجليزية)
- أليسون دير على موقع أوليمبيديا (الإنجليزية)